# MTV Europe Music Awards 2017
MTV EMAs 2017 — церемонія нагородження MTV Europe Music Awards, що відбулася 12 листопада 2017 року на Вемблі Арені у Вемблі, Лондон, Велика Британія. Ведучою церемонії була Ріта Ора, а коментатором став ді-джей Capital FM Роман Кемп. Це була шоста церемонія, що проходила у Великій Британія, і вдруге її приймав Лондон. Вперше в Лондоні церемонія нагородження відбулася 1996 року в Александра Палас. Церемонія була адаптована для телебачення титулованим британським режисером Геміш Гамільтон.
Тейлор Свіфт була номінований на шість нагород, а Шон Мендес — на п'ять. Мендес виграв у чотирьох номінаціях, ставши найтитулованішим артистом церемонії.

## Виступи

### Розігрів
| Виконавець  | Пісня        |
| Розігрів    | Розігрів     |
| ----------- | ------------ |
| Стефлон Дон | «Hurtin' Me» |

### Головне шоу
| Артист         | За участі                           | Пісня                                   |
| -------------- | ----------------------------------- | --------------------------------------- |
| Eminem         | Скайлар Грей                        | «Walk on Water»                         |
| Ліам Пейн      | Ліам Пейн                           | «Strip That Down»                       |
| Каміла Кабелло | Каміла Кабелло                      | «Havana»                                |
| Демі Ловато    | Демі Ловато                         | «Sorry Not Sorry» «Tell Me You Love Me» |
| Stormzy        | Stormzy                             | «Big for Your Boots»                    |
| Ріта Ора       | Ріта Ора                            | «Your Song» «Anywhere»                  |
| Шон Мендес     | Шон Мендес                          | «There's Nothing Holdin' Me Back»       |
| Clean Bandit   | Зара Ларссон Джулія Майклз Енн-Марі | «Symphony» «I Miss You» «Rockabye»      |
| U2             | U2                                  | «Songs of Experience»                   |
| Френч Монтана  | Сва Лі                              | «Unforgettable»                         |
| Тревіс Скотт   | Тревіс Скотт                        | «Butterfly Effect»                      |
| The Killers    | The Killers                         | «The Man»                               |
| Kesha          | Kesha                               | «Learn to Let Go»                       |
| Давід Гета     | Charli XCX Френч Монтана            | «Dirty Sexy Money»                      |

## Учасники шоу
- Наталі Дормер та Поль Погба — оголошення номінації "Найкраща пісня"
- Prophets of Rage — оголошення номінації "Найкращий хіп-хоп виконавець"
- Скайлар Грей та Гейлі Болдвін — оголошення номінації "Найкраще відео"
- Джеймс Бей та Наталі Еммануель — оголошення номінації "Найкращий альтернативний виконавець"
- Сабріна Карпентер та Daya — оголошення номінації "Найкращий поп-виконавець"
- Медісон Бір та Деле Аллі — оголошення номінації "Найкращий виконавець"
- Джаред Лето — оголошення номінації "Ікона світового масштабу"
- Асім Шодрі[en] та Садік Хан — брали участь у відкритті шоу

## Переможці та номінанти
Переможців виділено Жирним

### Найкраща пісня
Шон Мендес — «There's Nothing Holdin' Me Back»
- Clean Bandit (за участі Шона Пола та Енн-Марі) — «Rockabye[en]»
- DJ Khaled (за участі Ріанни та Брайсона Тіллера[en]) — «Wild Thoughts[en]»
- Ед Ширан — «Shape of You»
- Луїс Фонсі (за участі Дедді Янкі та Джастіна Бібера) — «Despacito (Ремікс)»

### Найкраще відео
Кендрік Ламар — «HUMBLE.»
- Foo Fighters — «Run[en]»
- Кеті Перрі (за участі Migos) — «Bon Appétit»
- Кайл[en] (за участі Lil Yachty) — «iSpy[en]»
- Тейлор Свіфт — «Look What You Made Me Do»

### Найкращий новий виконавець
Дуа Ліпа
- Джулія Майклз
- Khalid
- Кайл[en]
- Rag'n'Bone Man

### Найкращий поп-виконавець
Каміла Кабелло
- Демі Ловато
- Майлі Сайрус
- Шон Мендес
- Тейлор Свіфт

### Найкращий електронний проект
Давід Гета
- Кельвін Гарріс
- Major Lazer
- Мартін Гаррікс
- The Chainsmokers

### Найкращий рок-виконавець
Coldplay
- Royal Blood
- Foo Fighters
- The Killers
- U2

### Найкращий альтернативний виконавець
Thirty Seconds to Mars
- Imagine Dragons
- Лана Дель Рей
- Lorde
- The xx

### Найкращий хіп-хоп виконавець
Eminem
- Дрейк
- Ф'ючер
- Кендрік Ламар
- Post Malone

### Найкращий концертний виконавець
Ед Ширан
- Бруно Марс
- Coldplay
- Eminem
- U2

### Найкращий виконавець проекту «Worldstage»
The Chainsmokers
- DNCE[en]
- Foo Fighters
- Kings of Leon
- Стів Аокі
- Tomorrowland 2017

### Найкращий Push-виконавець
Гейлі Стайнфельд
- Жон Бельйон[en]
- Джулія Майклз
- Касі Гілл[en]
- Khalid
- Кайл[en]
- Ноа Сайрус
- Petite Meller[en]
- Rag'n'Bone Man
- SZA
- The Head and the Heart[en]

### Найкращі фанати
Шон Мендес
- Аріана Ґранде
- Джастін Бібер
- Кеті Перрі
- Тейлор Свіфт

### Найкращий образ
Зейн Малік
- Дуа Ліпа
- Гаррі Стайлс
- Ріта Ора
- Тейлор Свіфт

### Нагорода «Сила музики»
- Ріта Ора[7]

### Ікона світового масштабу
- U2[8]

## Регіональні номінації
Winners are highlighted in bold

### Європа
Найкращий британський-ірландський виконавець
Луї Томлінсон
- Дуа Ліпа
- Ед Ширан
- Little Mix
- Stormzy

Найкращий данський виконавець
Мартін Єнсен
- Крістофер[en]
- KESI[en]
- Lukas Graham
- MØ

Найкращий фінський виконавець
Alma
- Евеліна[en]
- Haloo Helsinki!
- Мікал Габріель[en]
- Робін[en]

Найкращий норвезький виконавець
Алан Вокер
- Astrid S[en]
- Gabrielle[en]
- Kygo
- Seeb[en]

Найкращий шведський виконавець
Axwell & Ingrosso
- Galantis[en]
- Туве Лу
- Vigiland[en]
- Зара Ларссон

Найкращий німецький виконавець
Вінсент Вайс
- Alle Farben[en]
- Cro[en]
- Марк Форстер
- Marteria[en]

Найкращий голландський виконавець
Lil' Kleine
- Boef[en]
- Chef'Special[en]
- Lucas & Steve[en]
- Roxeanne Hazes

Найкращий бельгійський виконавець
Лоїк Нотте
- Bazart
- Coely
- Lost Frequencies
- Oscar & The Wolf[en]

Найкращий швейцарський виконавець
Mimiks
- Lo & Leduc[en]
- Pegasus
- Xen
- Züri West[en]

Найкращий французький виконавець
Амір
- Сопрано
- MHD[en]
- Petit Biscuit[en]
- Feder[en]

Найкращий італійський виконавець
Ермаль Мета
- Фабрі Фібра[en]
- Франческо Габбані
- Thegiornalisti
- Тіціано Ферро

Найкращий іспанський виконавець
Мігель Бозе
- C. Tangana
- Kase O
- Lori Meyers[en]
- Viva Suecia

Найкращий португальський виконавець
Overule
- HMB
- Мікаель Каррейра[en]
- Мігель Араухо
- Virgul

Найкращий польський виконавець
Давід Квятковський
- Беднарек
- Марґарет
- Моніка Левчук[en]
- Наталія Никель[en]

Найкращий російський виконавець
Іван Дорн
- Єлена Темнікова
- Грибы
- Йолка
- Хаски

Найкращий адріатичний виконавець
Nicim Izazvan
- Koala Voice
- Марин Юріч-Ціворо
- Ніна Краліч
- Сара Йо[en]

Найкращий угорський виконавець
Магдолна Ружа
- Фредді
- Ґабі Тот[en]
- Йоці Папаї
- Kowalsky Meg A Vega

Найкращий ізраїльський виконавець
Ноа Кірел
- Анна Бакштейн
- Nechi Nech
- Static & Ben El
- Stephane Le Gar

### Африка
Найкращий африканський виконавець
Davido
- Babes Wodumo
- C4 Pedro[en]
- Nasty C[en]
- Nyashinski
- WizKid[en]

### Азія
Найкращий індійський виконавець
Гард Каур
- Yatharth
- Nucleya[en]
- Parekh & Singh[en]
- Раджа Кумарі[en]

Найкращий японський виконавець
Babymetal
- KOHH[en]
- Кярі Памю Памю
- Rekishi
- Wednesday Campanella[en]

Найкращий південнокорейський виконавець
GFriend
- Highlight
- Mamamoo
- Seventeen
- Wanna One

Найкращий виконавець Південно-Східної Азії
Джеймс Рейд
- Файзаль Тагір[en]
- Дам Вінь Хунг[en]
- Іссіана Сарасвати[en]
- Slot Machine[en]
- The Sam Willows[en]
- Palitchoke Ayanaputra[en]

Найкращий виконавець континентального Китаю
Генрі Хуо
- Бі[en]
- Хе Цзє[en]
- Пако Чоу[en]
- Wang Sulong[en]

### Океанія
Найкращий австралійський виконавець
Джессіка Маубой
- Pnau[en]
- Illy[en]
- Meg Mac[en]
- Віра Блю

Найкращий новозеландський виконавець
Tapz
- Девід Даллас[en]
- Lorde
- Maala[en]
- Стен Вокер[en]

### Америка
Найкращий бразильський виконавець
Anitta
- Alok[en]
- Nego do Borel[en]
- Karol Conka
- Projota

Найкращий виконавець північної частини Латинської Америки
Мон Лаферте
- Café Tacuba[en]
- Caloncho[en]
- Наталія Лафоуркаде
- Софія Реєс

Найкращий виконавець центральної частини Латинської Америки
J Balvin
- Малума
- Morat
- Piso 21[en]
- Себастіян Ятра[en]

Найкращий виконавець південної частини Латинської Америки
Лалі
- Airbag[en]
- Carajo[en]
- Indios
- Oriana

Найкращий канадський виконавець
Шон Мендес
- Алессія Кара
- Дрейк
- Джастін Бібер
- The Weeknd

Найкращий виконавець Сполучених Штатів
Fifth Harmony
- DJ Khaled
- Кендрік Ламар
- Бруно Марс
- Тейлор Свіфт